# البرتوسکو
البرتوسکو (به لاتین: Albertowsko) یک منطقهٔ مسکونی در لهستان است که در Gmina Grodzisk Wielkopolski واقع شده‌است.

## خصوصیات
البرتوسکو ۲۴۰ نفر جمعیت دارد.